# Ném ra ngoài cửa sổ lần thứ hai ở Praha

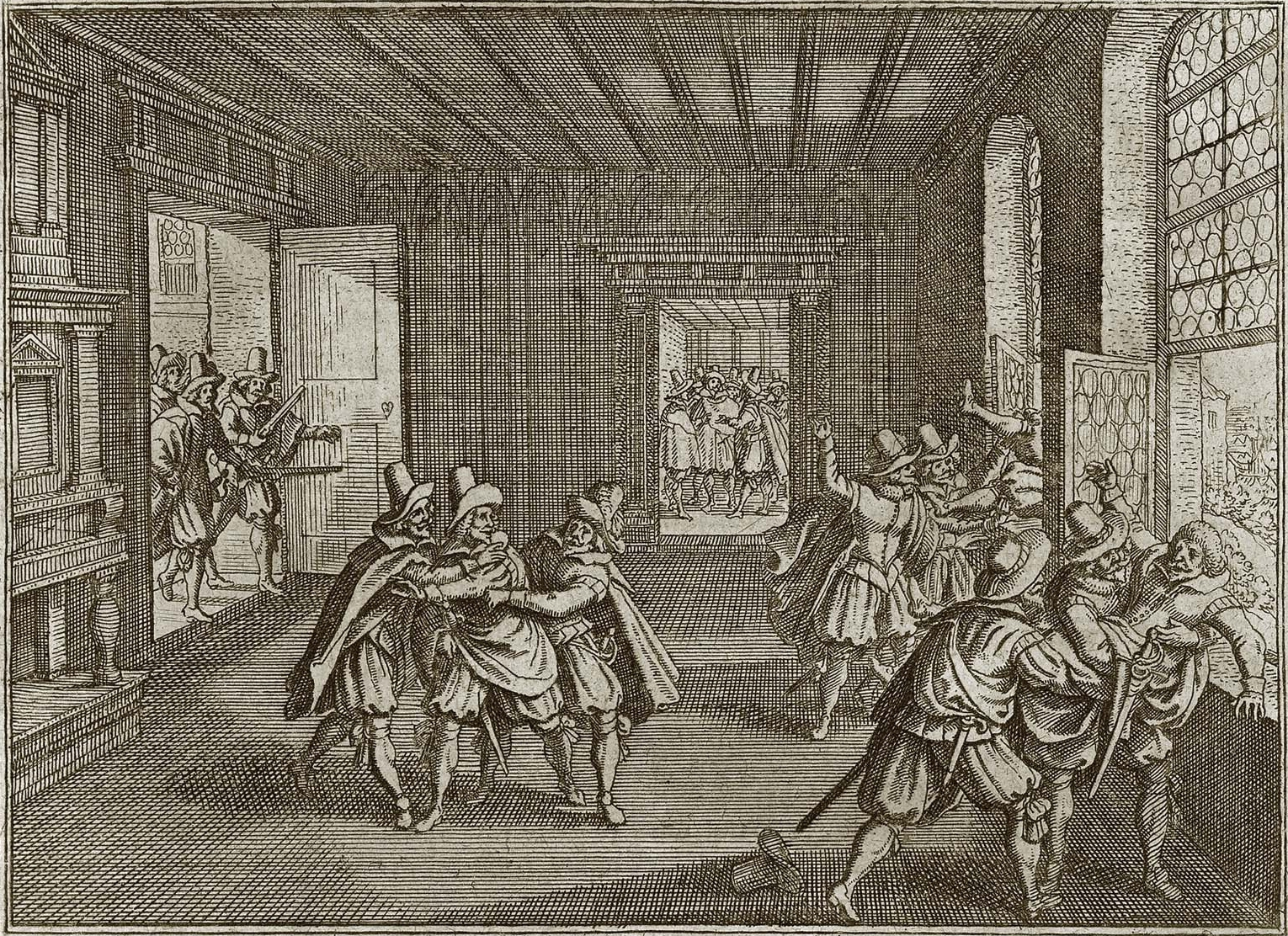
Mô tả sự cố ném ra ngoài cửa sổ Theatrum Europaeum.

Ném ra ngoài cửa sổ lần thứ hai ở Praha xảy ra vào ngày 23 tháng 5 năm 1618, là hành vi bạo lực của đại diện Tin lành đối với các thống đốc hoàng gia Jaroslav Borsita Graf von Martinitz và Wilhelm Slavata cũng như chánh văn phòng hoàng gia Filip Fabricius. Nó đánh dấu sự khởi đầu của chiến tranh ba mươi năm và tiêu biểu cho cho một bước ngoặt quan trọng trong lịch sử châu Âu.